# Guldbrynad skogssångare
Guldbrynad skogssångare (Basileuterus belli) är en fågel i familjen skogssångare inom ordningen tättingar. Den förekommer i bergsskogar i Centralamerika, från Mexiko till Honduras. Arten minskar i antal, men beståndet anses vara livskraftigt.

## Utseende
Guldbrynad skogssångare är en 13 cm lång fågel, i grundfärgen lik många andra arter i sitt släkte med olivgrön ovansida och mestadels gul undersida. Huvudteckningen är dock distinkt, med vackert guldgult ögonbrynsstreck som åtskiljer rostrött på hjässa och örontäckare. Vidare har den en svart tygel.

## Utbredning och systematik
Guldbrynad skogssångare förekommer i höglänta områden i Centralamerika. Den delas in i fem underarter med följande utbredning:
- Basileuterus belli bateli – västra Mexiko (sydöstra Sinaloa till Jalisco och Michoacán)
- Basileuterus belli belli – östra Mexiko (sydvästra Tamaulipas till norra Oaxaca)
- Basileuterus belli clarus – sydvästra Mexiko (södra Morelos, Guerrero och västra Oaxaca)
- Basileuterus belli scitulus – sydöstra Mexiko (östra Oaxaca och Chiapas) till nordvästra El Salvador
- Basileuterus belli subobscurus – nordvästra Honduras

## Levnadssätt
Guldbrunad skogssångare hittas i fuktiga bergsskogar på mellan 1200 och 3500 meters höjd. Där håller den sig ofta dold i tät undervegetation. Den ses vanligen i par och följer sällan med i kringvandrande artblandade flockar.

## Status och hot
Arten har ett stort utbredningsområde och en stor population, men tros minska i antal, dock inte tillräckligt kraftigt för att den ska betraktas som hotad. Internationella naturvårdsunionen IUCN listar därför arten som livskraftig (LC). Beståndet uppskattas till i storleksordningen 50 000 till en halv miljon vuxna individer.

## Namn
Fågelns vetenskapliga artnamn hedrar John Graham Bell (1812-1889), amerikansk taxidermist, fältornitolog och samlare av specimen.